# تئاتر روسی، تالین

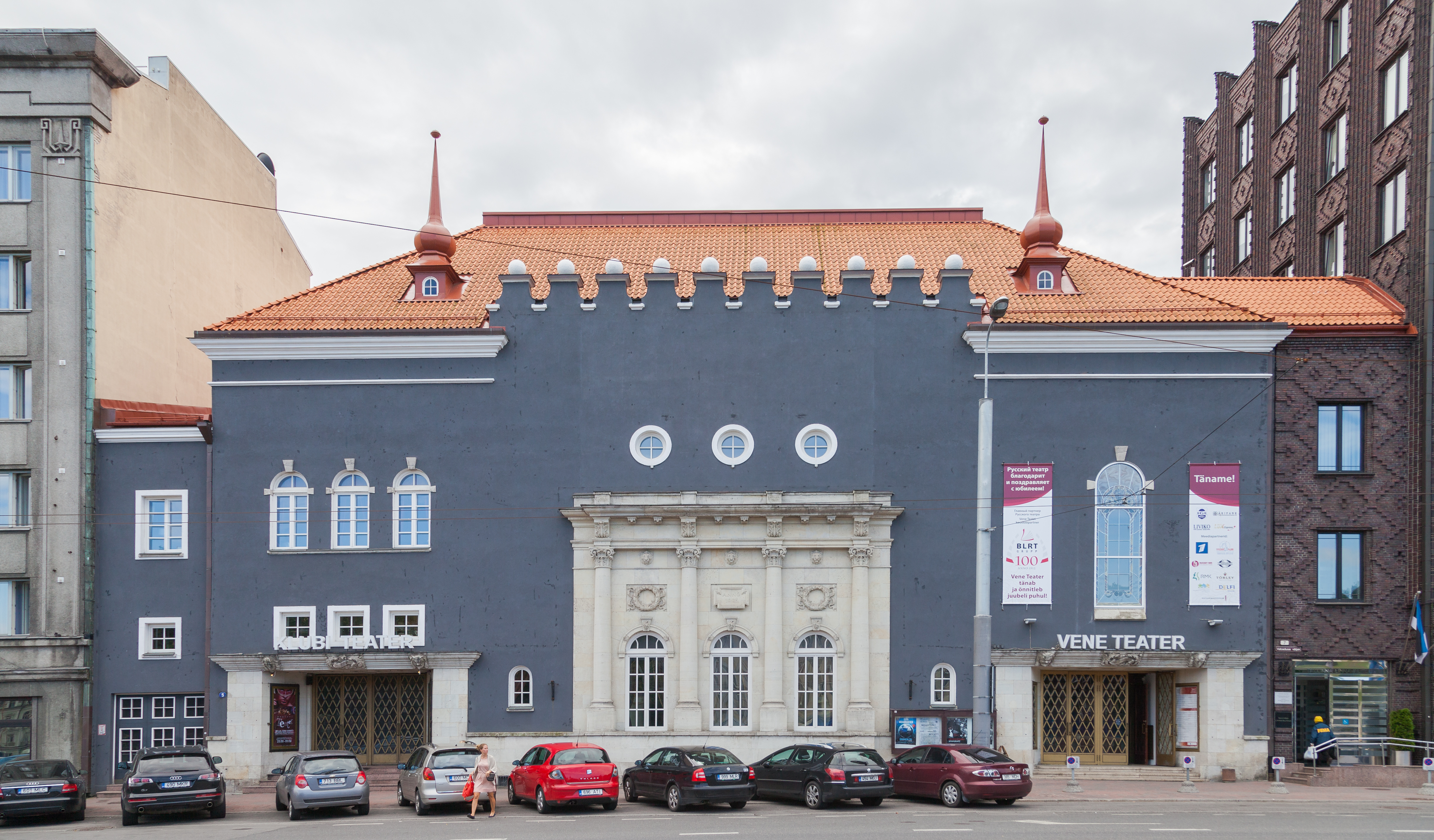
تئاتر روسی در تالین

تئاتر روسی (روسی: Русский театр Эстонии) یک سالن نمایش روسی‌زبان در شهر تالین، استونی است.
ساختمان تئاتر در سال ۱۹۲۶ در ابتدا به‌عنوان سالن سینما با معماری آرت دکو ساخته شده‌است.

## تاریخچه
از اواخر قرن نوزدهم در تالین یک جامعه تئاتر کوچک روسی وجود دارد. این امر پس از انقلاب روسیه زمانی رشد کرد که بازیگران روسی به عنوان پناهنده در استونی اقامت گزیدند. با این وجود تا سال ۱۹۴۸ یک تئاتر دائمی روسی زبان در این شهر برپا نشده بود. با این حال در زمان اشغال استونی توسط شوروی، این تئاتر یکی از چندین تئاتر روسی‌زبان اتحاد جماهیر شوروی بود که در کل کشور به اجرا تئاتر می‌پرداخت. از زمان استقلال دوباره استونی، تئاتر بیشتر روی مخاطب محلی تمرکز کرده‌است.
تئاتر روسی نمایشنامه‌های کلاسیک روسی زبان همانند آنتون چخوف و الکساندر گریبایدوف و همچنین ترجمه نمایشنامه‌هایی از زبان‌های دیگر از جمله نمایشنامه‌های استونی را با همکاری کارگردانان استونی‌زبان روی صحنه می‌برده‌است.

## نگارخانه

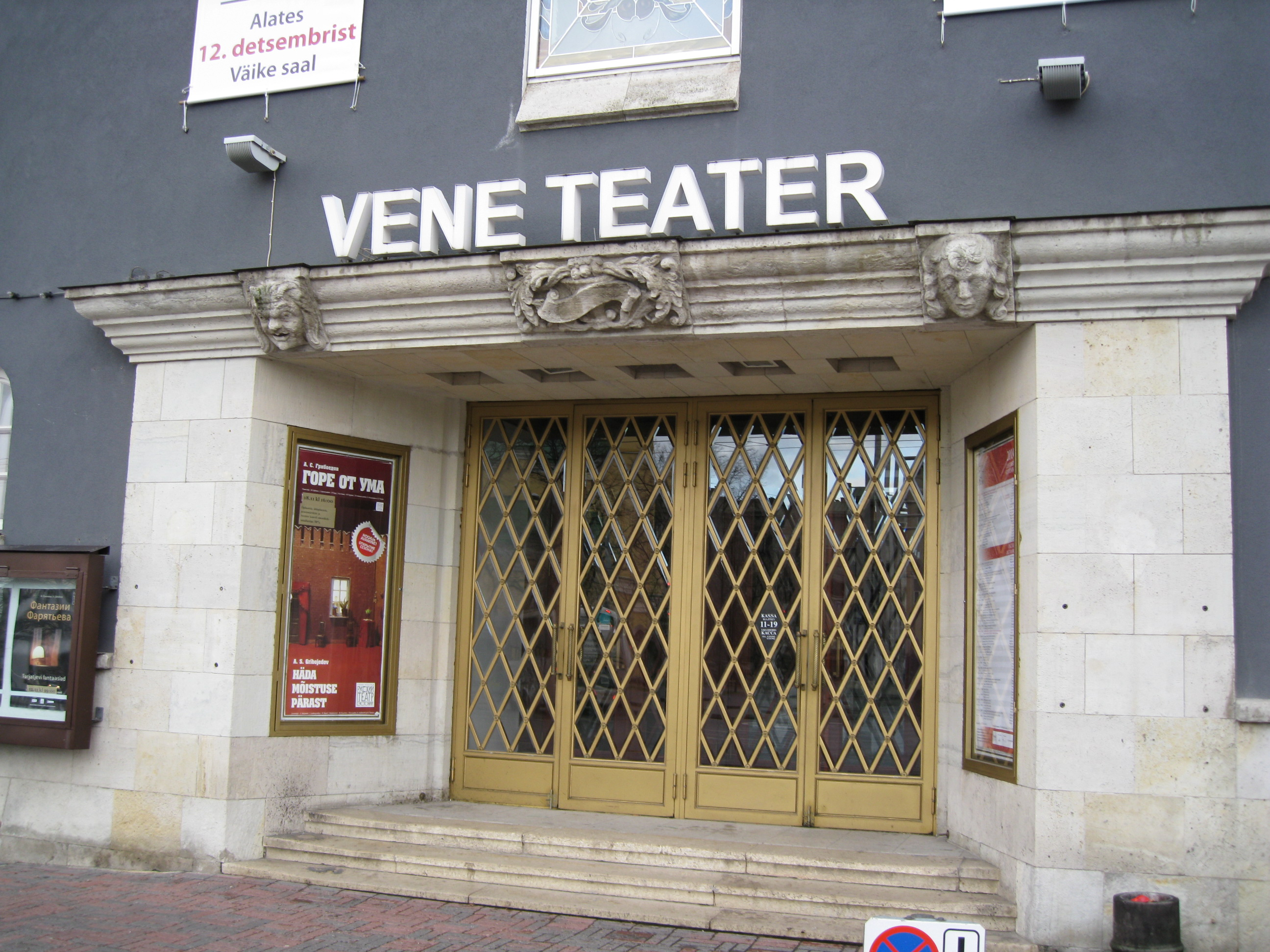
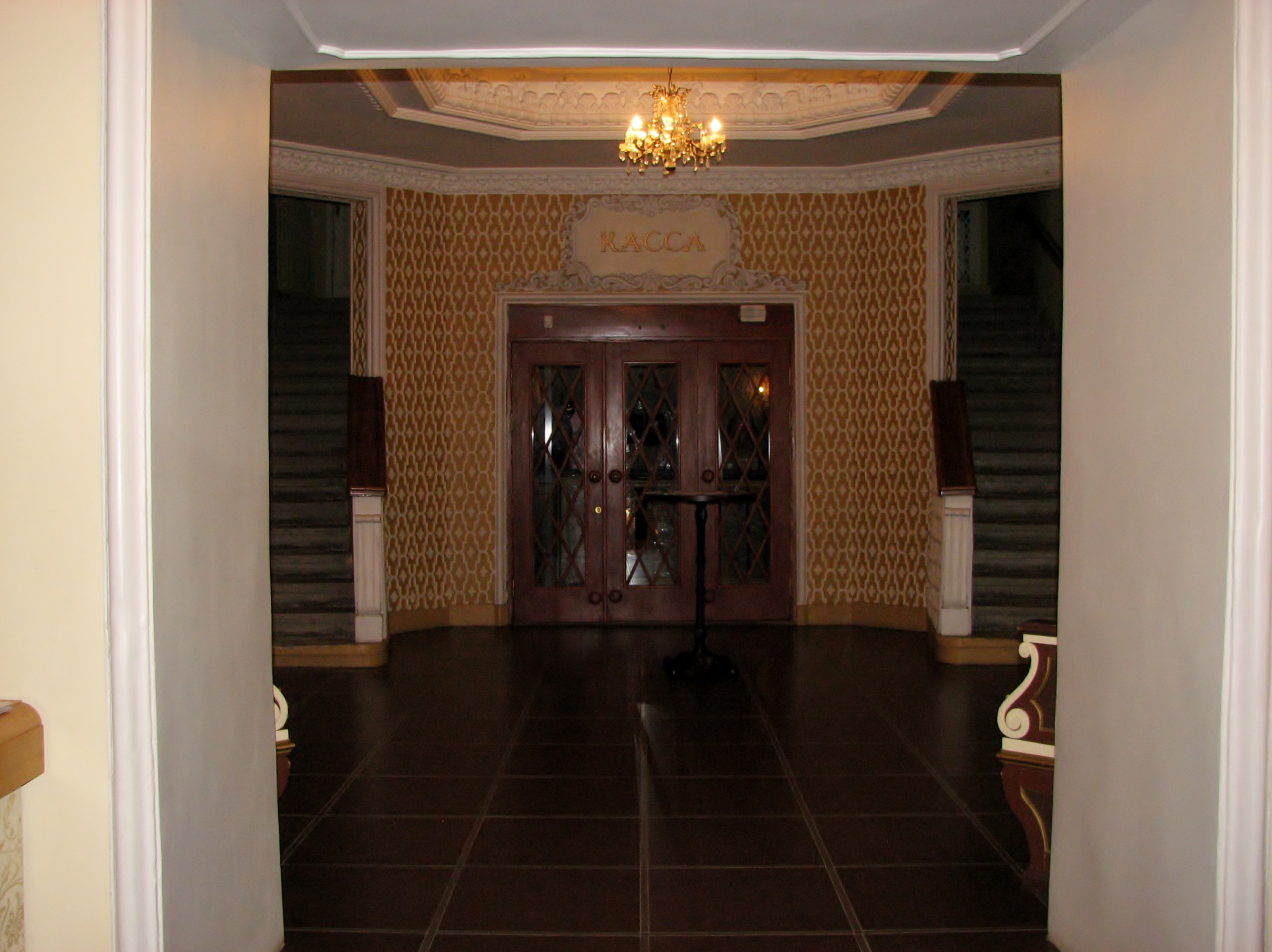
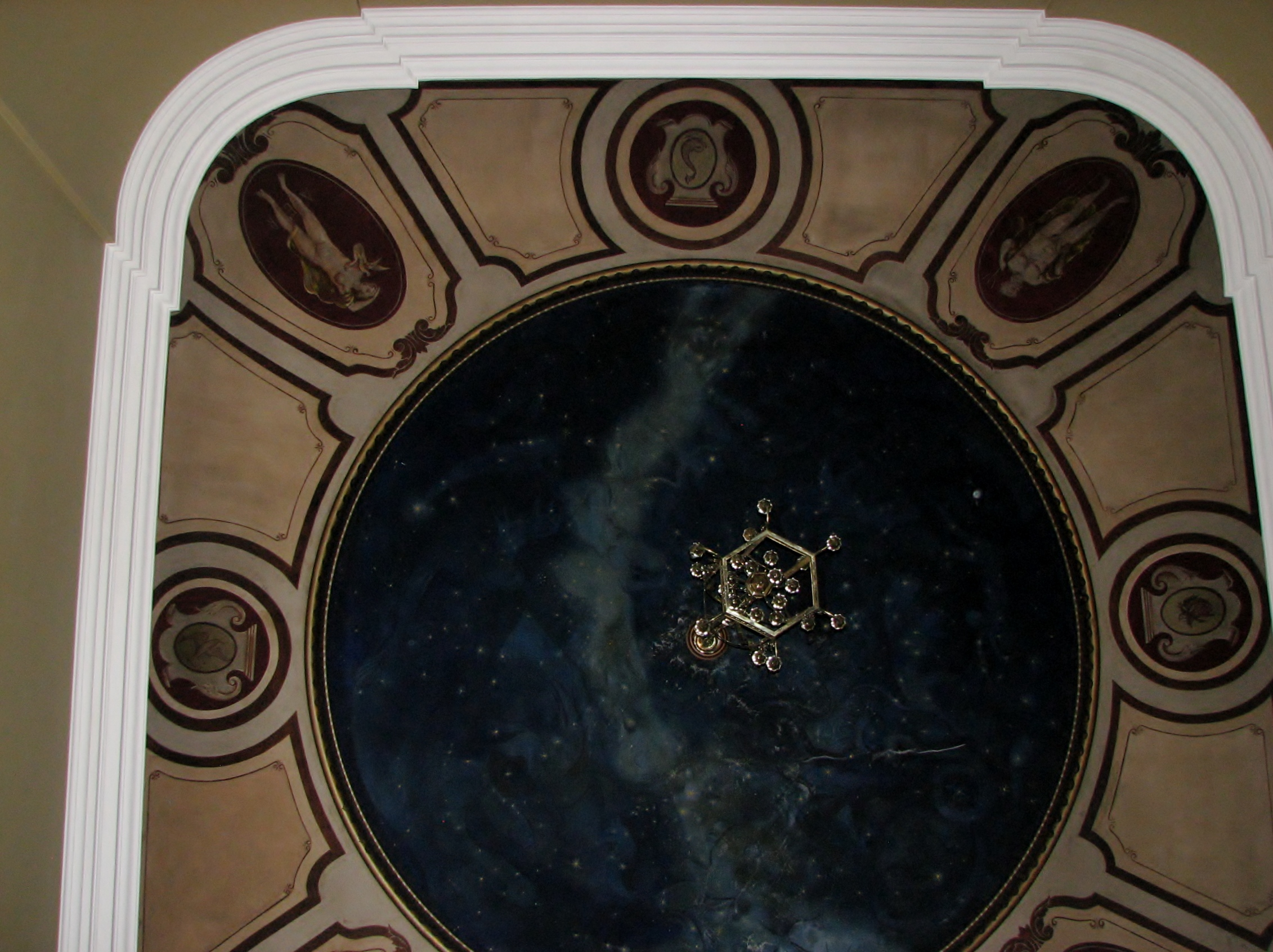
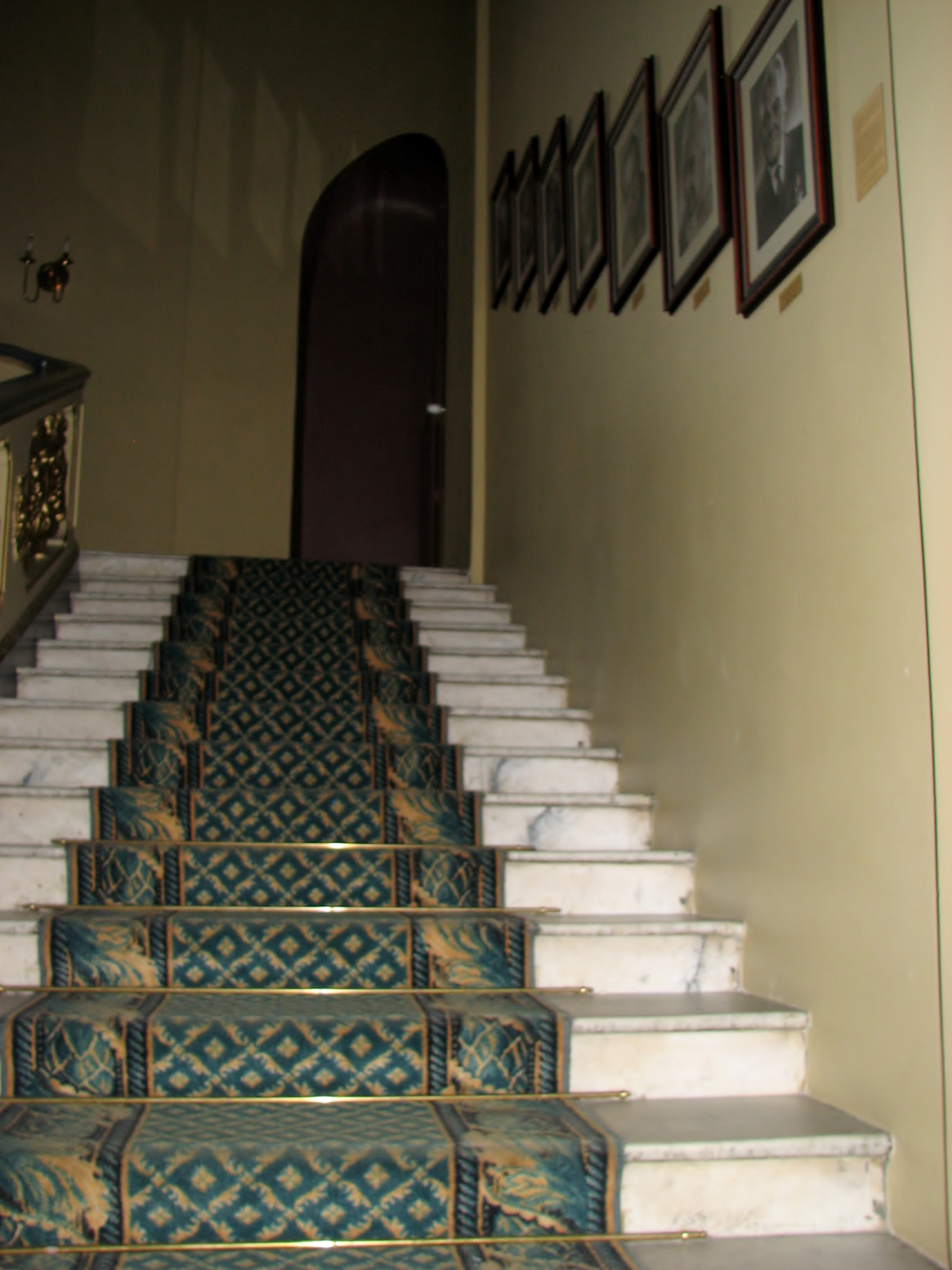
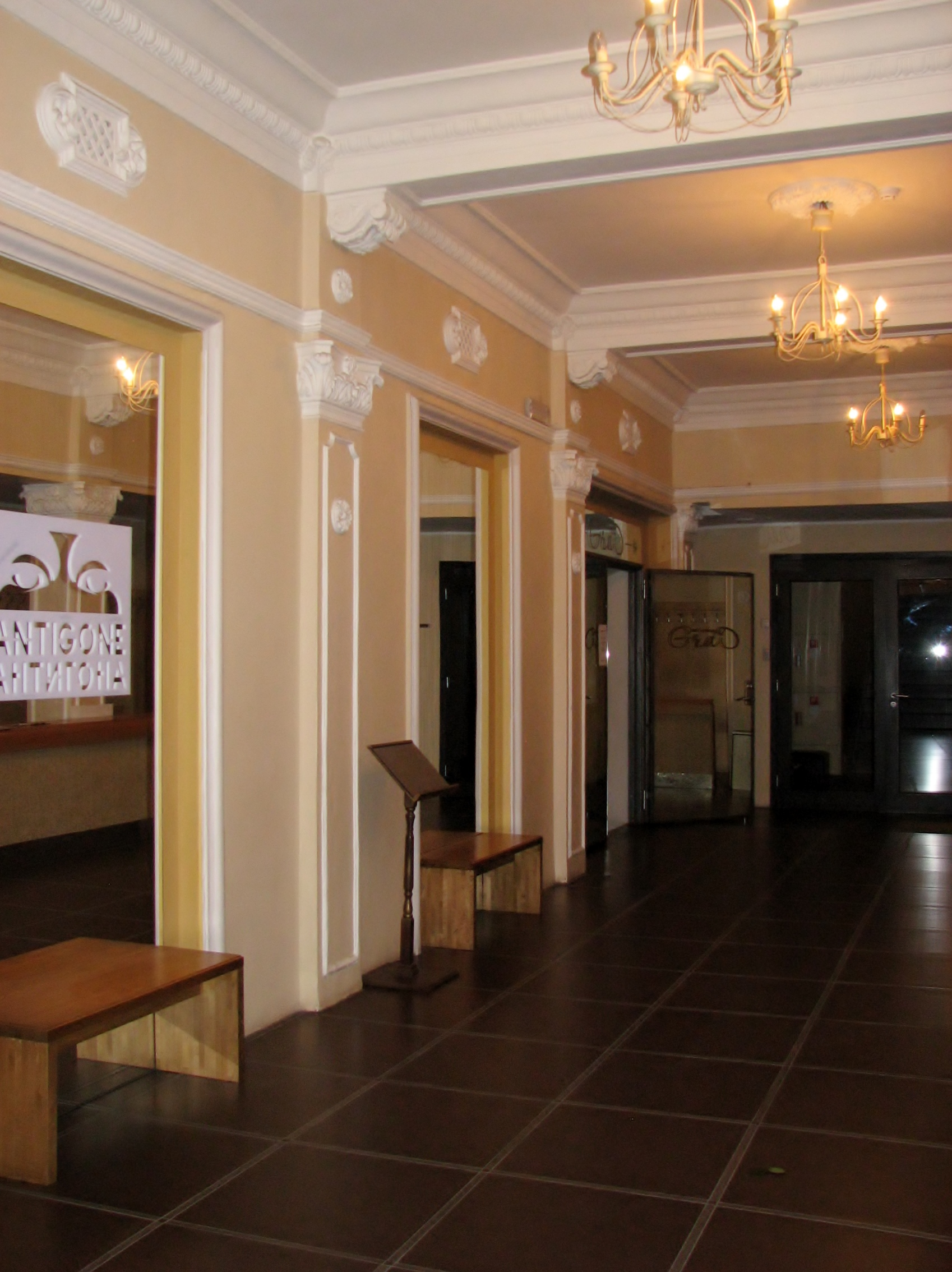